# Picosat
Picosat war eine Serie von US-amerikanischen Satelliten.
Es wurden insgesamt acht Satelliten von der Vandenberg Air Force Base aus in eine niedrige Erdumlaufbahn (LEO) gestartet:
| Name            | COSPAR-Bezeichnung           | Satellite Catalog Number | Startdatum      |
| --------------- | ---------------------------- | ------------------------ | --------------- |
| Picosat 1 und 2 | 2000-004H, Tethered Picosats | 26080                    | 27. Januar 2000 |
| Picosat 3       | 2000-004J, Picosat 5         | 26091                    | 27. Januar 2000 |
| Picosat 4       | 2000-004K, Picosat 6         | 26092                    | 27. Januar 2000 |
| Picosat 5       | 2000-004L, Picosat 7         | 26093                    | 27. Januar 2000 |
| Picosat 6       | 2000-004M, Picosat 8         | 26094                    | 27. Januar 2000 |
| Picosat 7 und 8 | 2000-042C                    | 26904                    | 19. Juli 2000   |

Ein in manchen Publikationen irrtümlich als „Picosat 9“ bezeichneter Satellit war tatsächlich der Satellit PICOSat und hatte nichts mit den anderen Picosat-Satelliten zu tun.